# Κ-Hefutoxin 2
κ-Hefutoxin 2 ist ein Toxin aus dem Skorpion Heterometrus fulvipes.

## Eigenschaften
κ-Hefutoxin 2 ist ein Protein und Skorpiontoxin aus dem Skorpion Heterometrus fulvipes, wie auch κ-Hefutoxin 1. Es verlangsamt die Aktivierung verschiedener Kaliumkanäle. Zu den Toxinen κ-Hefutoxin 1 und 2 sind keine strukturell verwandten Proteine bekannt.